# Volha Mazuronak
Volha Mazuronak (biélorusse : Вольга Мазуронак, née le 14 avril 1989 à Karaganda) est une athlète biélorusse, spécialiste du marathon.

## Biographie
Le 24 avril 2016, elle bat son record national en 2 h 23 min 54 s lors du marathon de Londres.
Lors des Championnats d'Europe d'athlétisme 2018 à Berlin, elle remporte le marathon en 2 h 26 min 22 s devant la Française Clémence Calvin (2 h 26 min 28 s) et la Tchèque Eva Vrabcová-Nývltová (2 h 26 min 31 s).

## Palmarès
- Championnats d'Europe 2018 à Berlin ( Allemagne) :
  -  médaille d'or du marathon

## Marathons
- 2012 :
  -  médaille d'or du marathon de Dębno
  - 4e du marathon de Baltimore
- 2013 :
  -  médaille d'argent du marathon de Łódź
- 2014 :
  -  médaille d'or du marathon de Sacramento
- 2015 :
  - 8e du marathon de Londres
- 2016 :
  - 4e du marathon de Londres
- 2017 :
  -  médaille d'argent du marathon de Valence
- 2018 :
  -  médaille d'or du marathon de Düsseldorf